# Třeboňský oltář
Třeboňský oltář je jedním z nejvýznamnějších děl evropské gotické deskové malby. Z rozměrného oltářního retáblu, vytvořeného kolem roku 1380 anonymním gotickým malířem, zvaným Mistr Třeboňského oltáře, se zachovala tři oboustranně malovaná křídla. Oltář je jedním z děl, která stojí u vzniku krásného slohu a ovlivnila vývoj umění v širokém evropském kontextu. Byl původně určen pro augustiniánský kostel sv. Jiljí v Třeboni a nyní je součástí sbírky vystavené ve stálé expozici starého umění Národní galerie v Praze.

## Popis

### Rekonstrukce

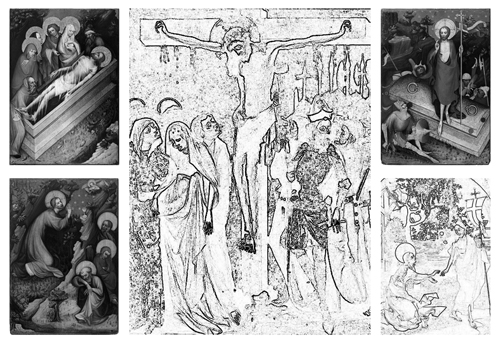
Třeboňský oltář, rekonstrukce původní podoby (rekonstrukce Jan Royt/kresba Jana Peroutková)

Tři zachovaná křídla mohla tvořit součást rozměrného oltáře s centrální scénou Ukřižování. Na chybějícím čtvrtém křídle byla nejspíše scéna následující po Kristově zmrtvýchvstání, např. Noli me tangere (oltář byl zasvěcen sv. Maří Magdaleně). Rekonstrukcí uspořádání desek se zabývala řada badatelů a byly navrženy varianty s centrálním obrazem Ukřižování, podobným menším dílům z okruhu dílny (Ukřižování ze sv. Barbory, Ukřižování z Vyššího Brodu), se sochařskou výzdobou, nebo varianta se dvěma obrazy, jako u pozdějšího Rajhradského oltáře (Ukřižování a Nesení kříže) a oltáře z Graudenze. Původní oltářní skříň mohla být vysoká přes 3 m, s dvojicemi křídel nad sebou. Otevřený oltář s pašijovými scénami, které sjednocovalo červené pozadí, vybízel k individuální meditaci. Zadní strana křídel s obrazy světic a světců, viditelná při zavření oltáře, souvisí zřejmě se zasvěcením kostela a jeho kaplí, patrony řádu a svatými ostatky uchovávanými v kostele.

### Materiál a technika
Kvalita malby Třeboňského oltáře představuje technický vrchol evropské malby konce 14. století, bez souměřitelných analogií. Materiál, malířská technika i velikost desek (výška 132 cm, šíře 92 cm) jsou u všech zachovaných obrazů shodné. Desky jsou složeny ze smrkových prken spojených kolíčky a oboustranně potaženy plátnem. Podklad tvoří základní vrstva z hrubozrnější křemičité hlinky a další vrstva z jemné křídy. Přípravná kresba je provedena štětcem a železitou červenou hlinkou, ryté linie vyznačují pouze architektonické prvky. Zlacení je provedeno bez polimentu, za použití olejnatého pojidla. Všechny zlacené plochy mají shodný typ puncování.
Oproti starší deskové malbě malíř užil podmalby olověnou bělobou pouze lokálně a modeloval portréty i draperie postupným nanášením poloprůsvitných lazurních vrstev vaječné tempery. Jako pojidlo pigmentů byl užit také lněný olej.

### Vyobrazení

#### Přední strana
- Kristus na hoře Olivetské

Kompozici dominuje výrazná diagonála skalisek, která centrální figuru Krista odděluje od dvou doprovodných scén - spících apoštolů v popředí a Jidáše přivádějícího vojáky v pozadí. Modlící se Kristus má krůpěje krvavého potu (evangelium sv. Lukáše) a anděl mu předkládá kalich hořkosti. Kristova postava se velikostí vymyká obrazovému prostoru a nepodléhá stejnému řádu jako ostatní. Je oděná do hnědavého roucha kajícníka a modelace světlem a šerosvitnou malbou potlačuje její hmotu. Krajina v hieratické perspektivě s ústřední postavou Krista je pouze doprovodnou součástí kompozice, ale oproti starším, schematicky znázorněným krystalickým skaliskům (Vyšebrodský cyklus), se více blíží realitě. Velká péče je věnována modelaci terénu a zdrobnělým detailům.
- Kladení do hrobu

Krista, který je znázorněn jako téměř nehmotná postava zahalená do průhledné látky, ukládají do hrobu Josef Arimatijský s Nikodémem. Panna Marie, kterou podpírá sv. Jan, má podobu mladé ženy. Její krví potřísněná rouška připomíná Kristovo utrpení na kříži. Vlevo stojící žena je Maří Magdalena a za ní Marie Kleofášova (evangelium Sv. Matouše a Marka), matka sv. Jakuba mladšího, která se obrací ke sv. Janovi. Všechny postavy prožívají smutek individuálně. Toto pojetí koresponduje s dobou konce 14. stol a augustiniánským hnutím Devotio moderna, které vybízí věřící k osobní zbožnosti. Sarkofág spolu se skalisky a skalní průrvou tvoří výraznou diagonálu, která prohlubuje prostor. Pečlivě jsou provedeny detaily v krajině a také iluzivní malba mramorového sarkofágu.
- Zmrtvýchvstání

Kristus ve slávě jako Vykupitel a levitující božské zjevení je zbaven jakékoli tělesné a pozemské tíže. Je nehybný a existuje mimo pozemský čas, ale za ním vržený stín připomíná jeho lidský původ. Velikonoční zázrak Vzkříšení symbolizují i neporušené pečetě na sarkofágu a věřícím ho zpřítomňují užaslé tváře náhle probuzených stráží.
Ikonografické schéma Zmrtvýchvstání se zavřeným a zapečetěným náhrobkem má literární původ. Důležitým a vlivným se stalo zejména ve zpracování Augustinově. Toto konkrétní zpracování může také odkazovat k jednomu z velikonočních kázání Konráda Waldhausera.
Diagonála je v této kompozici potlačena, aby více zdůraznila vertikální postavu Krista. Zářivé barvy s dominující červení roucha a světlo, které Kristus vyzařuje, kontrastují se šerým pozadím krajiny,
která je prostředím, ve kterém se pohybují světské postavy. Červená barva má symbolický význam jako barva eucharistická i jako barva vítězná na Kristově praporci.

#### Zadní strana desek
Původní uspořádání zřejmě respektovalo nebeskou hierarchii (dle Pseudo-Dionysia): apoštolové, světci (Vyznavači), světice. Na 4. ztraceném křídle mohly být postavy sv. mučedníků (např. Sv. Štěpán, sv. Callixtus, sv. Vavřinec).
Malíř znázornil výrazné typy ušlechtilých, vážných a do sebe soustředěných obličejů a bohatý šat zřasený do složitých záhybů. Tváře světců mají individuální podobu a je znázorněn i jejich psychický stav „vznešeného zduchovnění“. Svým portrétním charakterem i časově jsou tváře světců blízké Parléřovým bustám v triforiu svatovítské katedrály. Stylizace drapérií je plastická, ale už se nedrží funkční souvislosti s tělem. Barevnost je spíše symbolická, bez velkých kontrastů. Předznamenává tak počátek krásného slohu, který je syntézou přesného pozorování a volné fantazie, individuální charakterizace a obecného idealizovaného typu.
- Sv. Kateřina, sv. Máří Magdalena, sv. Markéta (revers obrazu Kristus na hoře Olivetské)

Světice jsou vyobrazeny pod architektonickým baldachýnem ozdobeným reliéfem. Samotné postavy nejsou pevně ukotveny na zemi a jejich šaty nekopírují postavu, ale jsou volnou hrou záhybů. Tváře světic představují dobový ideál ženské krásy a jsou fysiognomicky rozlišeny. Máří Magdalena, které byl oltář zasvěcen, zaujímá čestné místo uprostřed.
- Sv. Jiljí, sv. Augustin, sv. Jeroným (revers obrazu Ukládání do hrobu)

Svatému Jiljí byl zasvěcen třeboňský kostel, sv. Augustin a sv. Jeroným (překladatel Písma svatého) byli uctíváni jako církevní otcové a patroni augustiniánů kanovníků.
- Sv. Jakub Mladší, sv. Bartoloměj, sv. Filip (revers obrazu Vzkříšení)

Tři ze dvanácti Kristových apoštolů. Svátek Sv. Jakuba, kterému je přisuzováno vidění Vzkříšeného, se slaví společně se svátkem sv. Filipa. Sv. Bartoloměj byl přítelem sv. Filipa a stal se apoštolem po setkání se vzkříšeným Kristem. Důvodem pro výběr těchto světců mohly být ostatky, uctívané v kostele sv. Jiljí v Třeboni.

#### Detaily

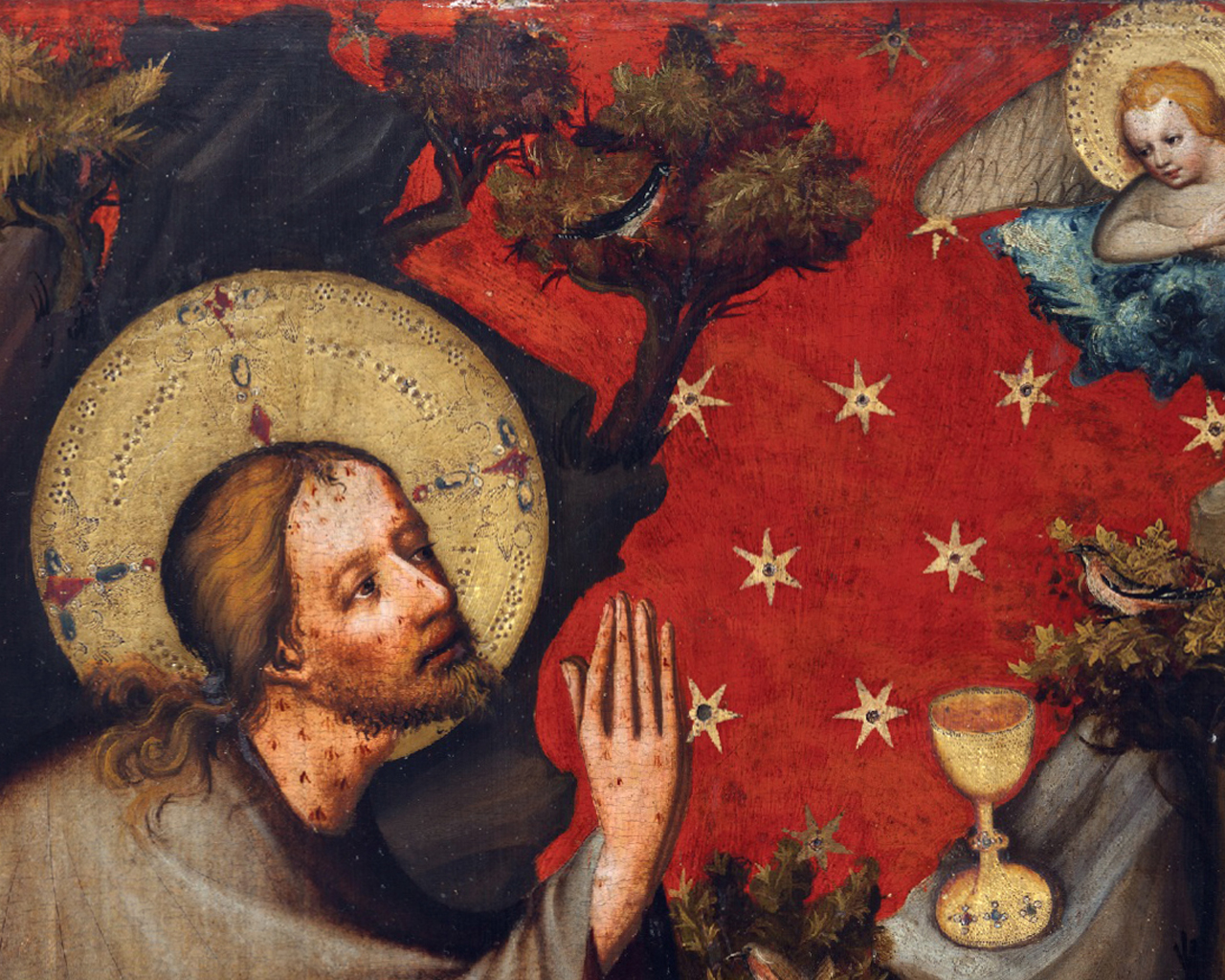
Kristus na hoře Olivetské (detail)
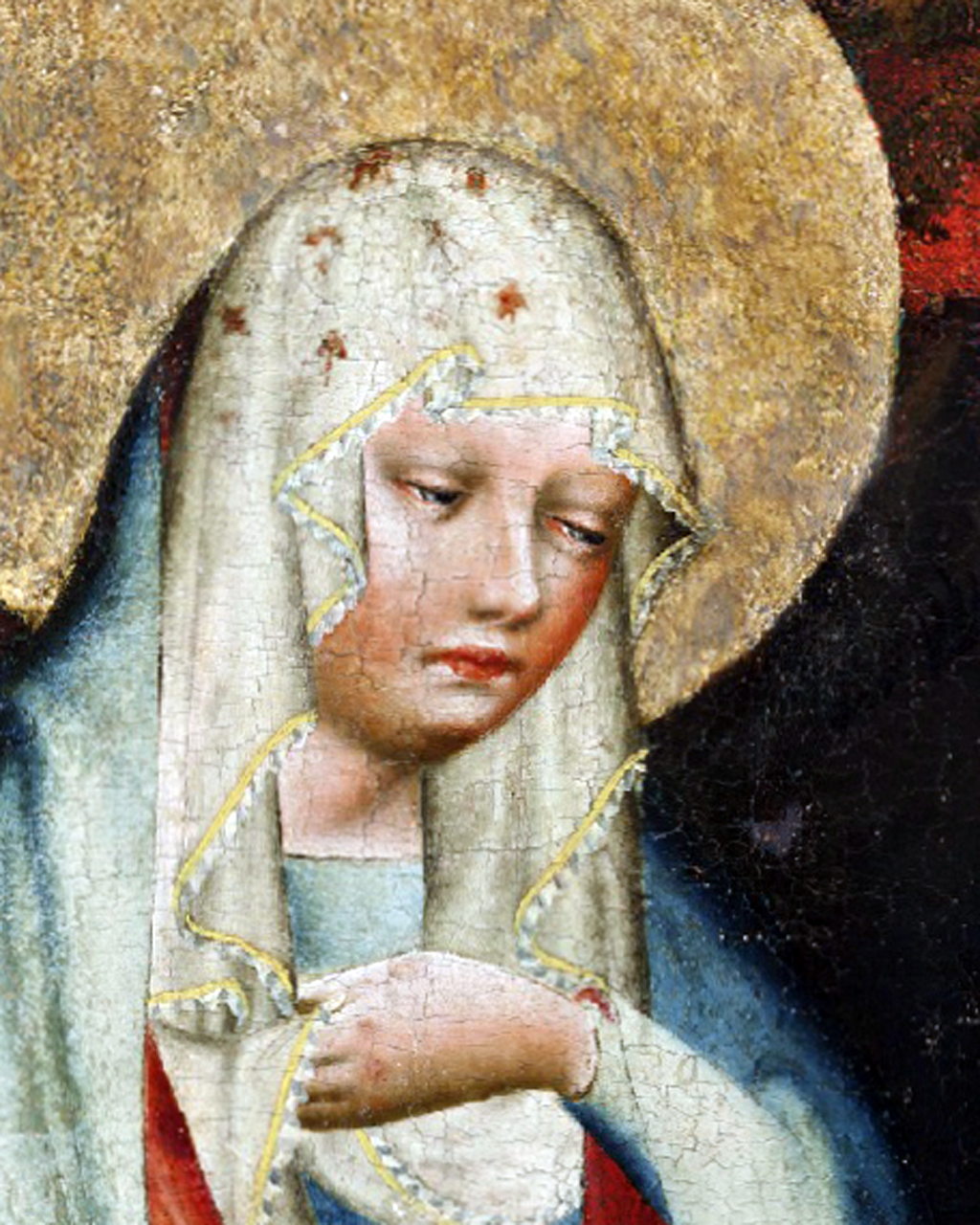
Panna Marie (detail)
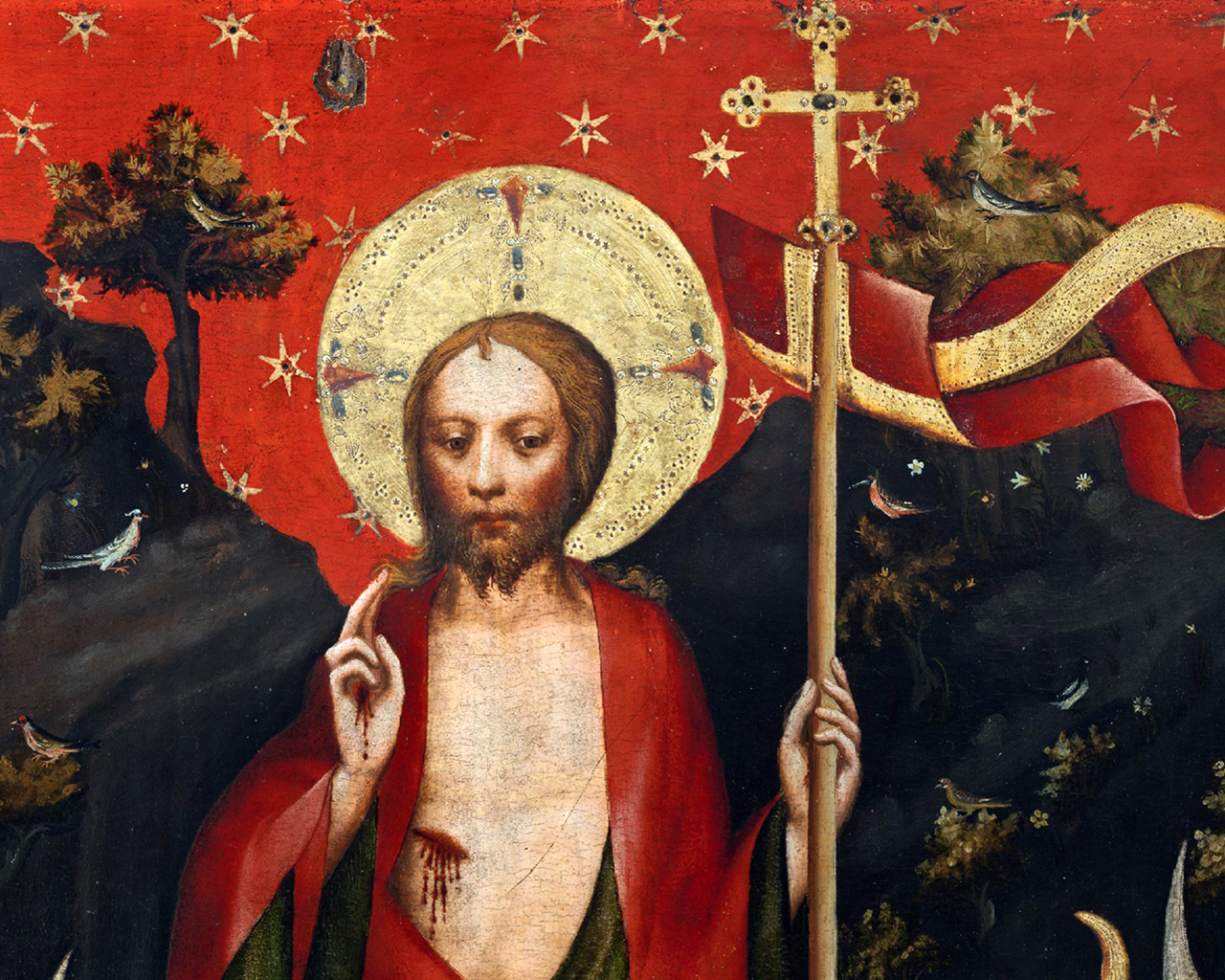
Zmrtvýchvstání Krista (detail)
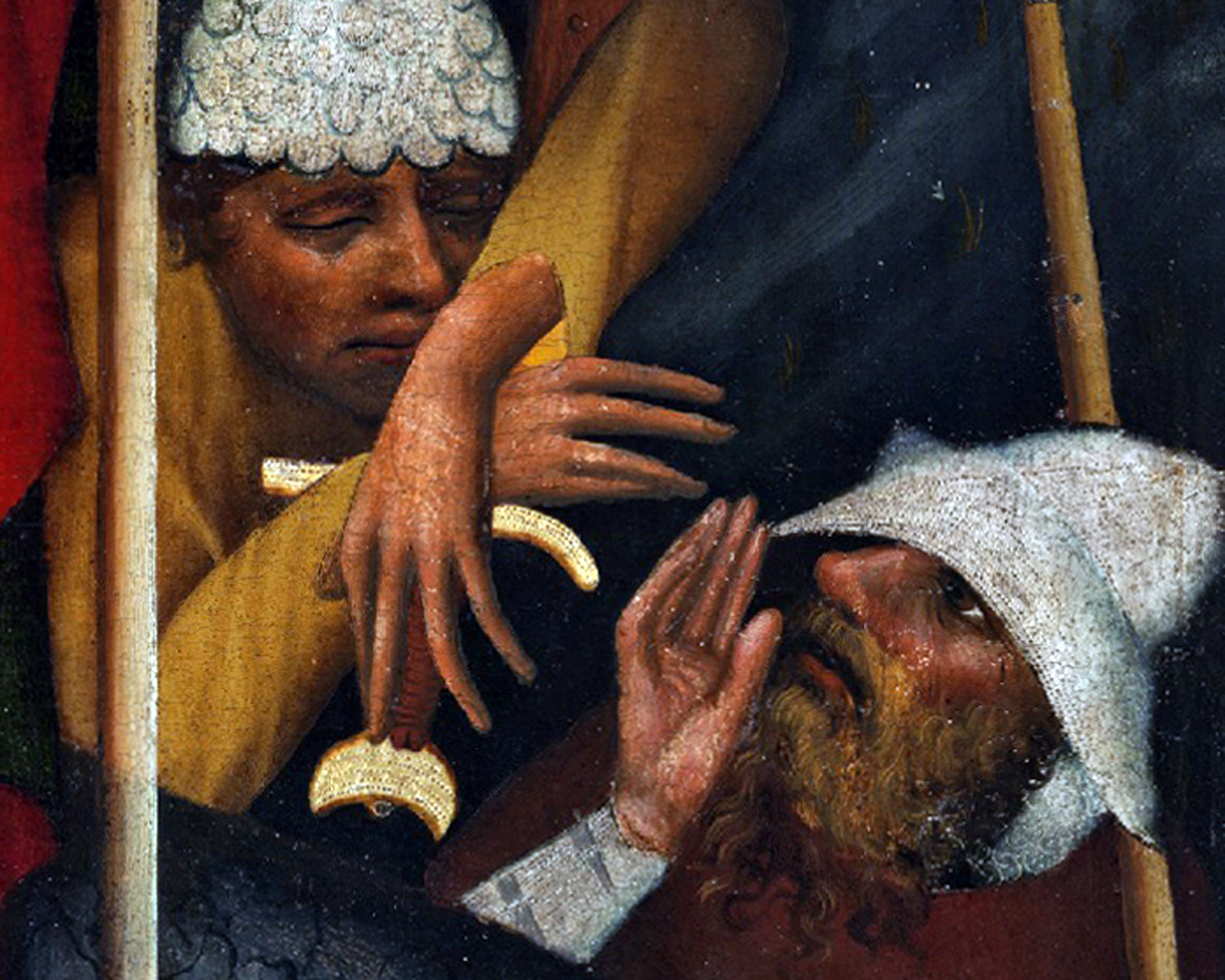
Zmrtvýchvstání, probuzené stráže
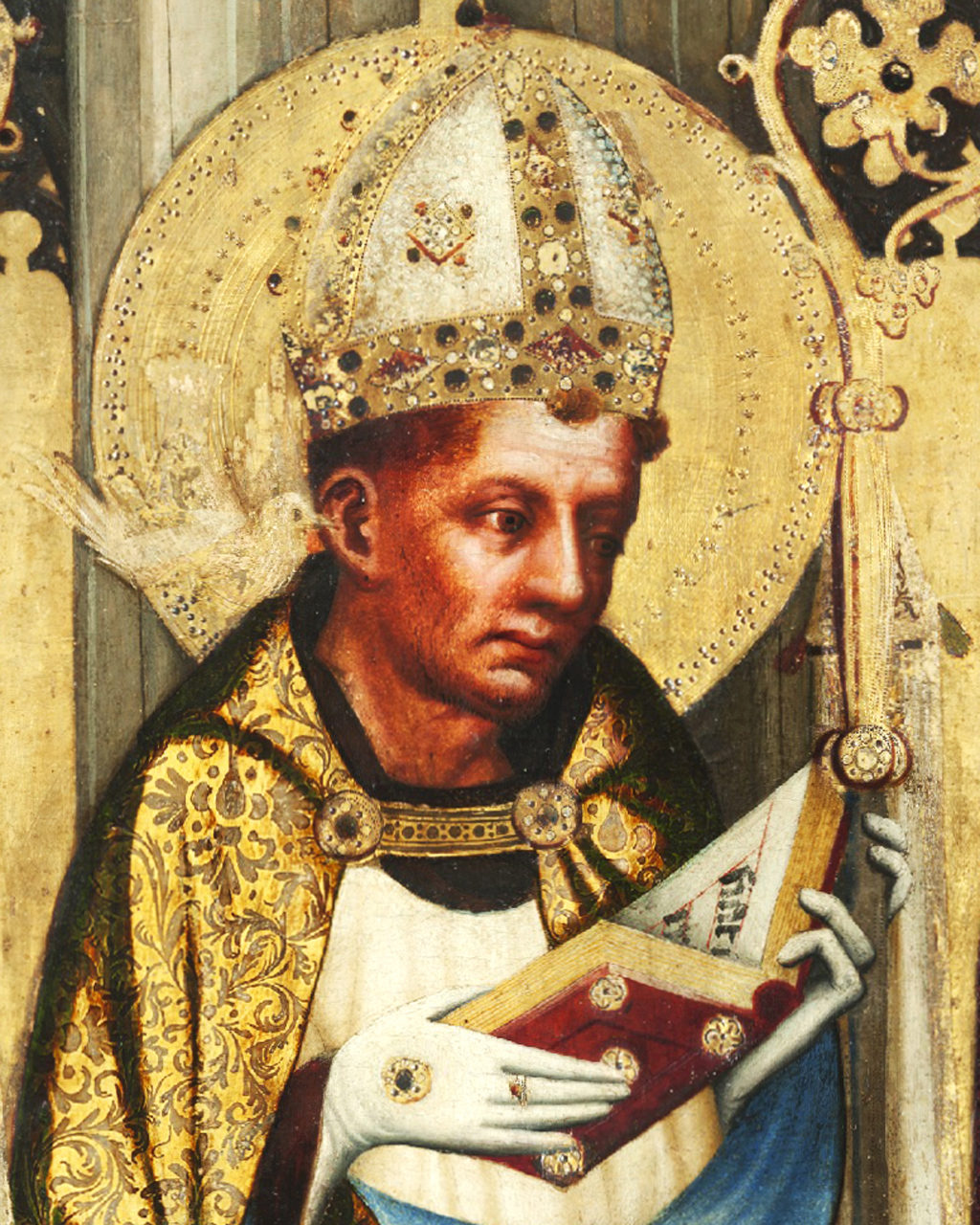
Sv. Augustin (detail)
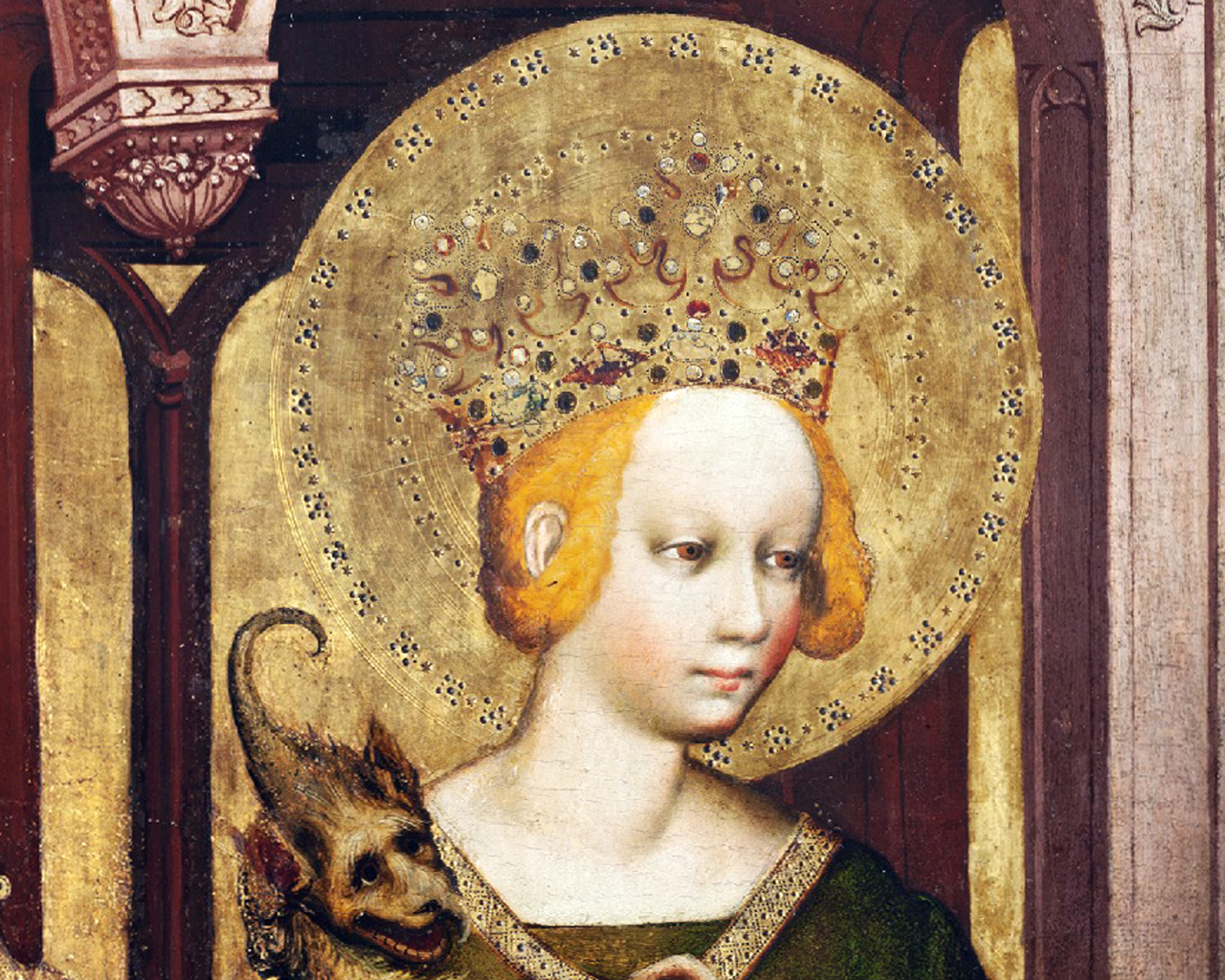
Sv. Markéta (detail)
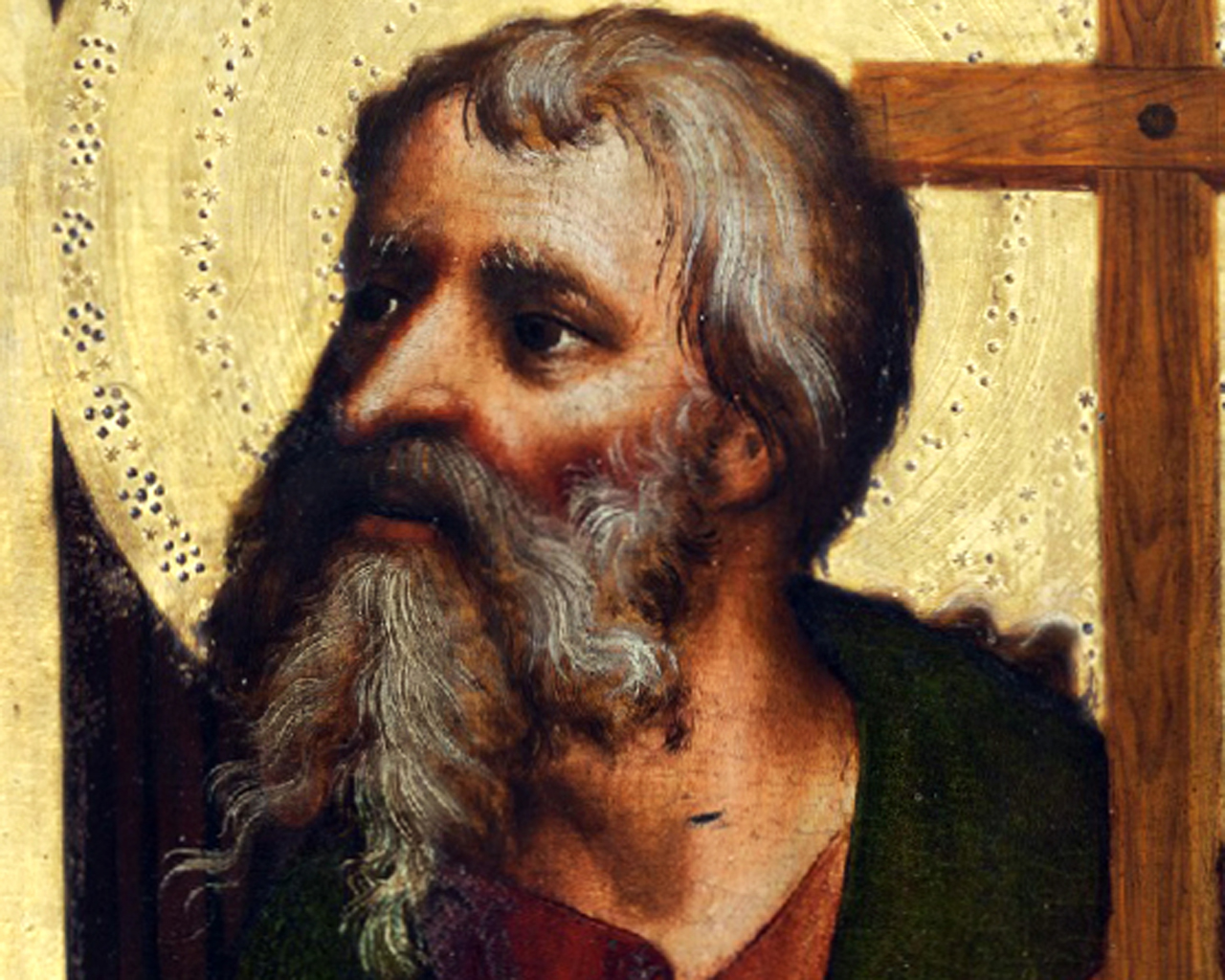
Sv. Filip (detail)

### Malířský styl
Mistr Třeboňského oltáře navazuje na starší českou deskovou malbu Mistra Theodorika ze 60. a 70. let a také na nástěnné malby hradu Karlštejn, zejména na cyklus Apokalypsy v kapli Panny Marie. Je možné, že anonymní Mistr Třeboňského oltáře zpočátku pracoval v dílně Mistra Theodorika a patrně zde poznal také franko-vlámské umění prostřednictvím Mikuláše Wurmsera ze Štrasburku. Jeho hlavním vyjadřovacím prostředkem se stala barva, která převažuje nad kresbou. Prohlubování barevného tónu dosahuje postupným kladením lazurních vrstev.
Malíř opustil lineární kresebný styl a užívá měkké barevné valéry a šerosvitnou malbu, ve které rozptýlené světlo, dopadající odněkud shora, sjednocuje obraz a působí spíše jako princip než přírodní fenomén. Užitím šerosvitu dosahuje potlačení obrysové linie, odhmotnění figury Krista a její odpoutání od prostoru obrazu. Ve Zmrtvýchvstání jako jeden z prvních malířů znázornil vržený stín. Zájem o detaily a prvky odpozorované ze skutečnosti je typický pro franko-vlámské umění, stejně jako symbolické červené pozadí se zlatými hvězdami nahrazující noční oblohu v pašijovém cyklu. Měkká a plastická krajina se blíží realitě, ale tvoří jen doprovodnou scénu a je výrazem transcendentního idealismu – ilustrací modlitby směřující k nebi. Vlastním cílem umělce je emocionální účinek obrazu, citový výklad náboženských témat a hluboký vlastní prožitek, úsilí o krajní zušlechtění lidského zjevu. Svým celkovým zjemněním, překonáním lokální barevnosti a přiblížením obrazu konkrétní optické zkušenosti stojí toto dílo na počátku internacionální gotiky a její české varianty - krásného slohu.
Dílo Mistra Třeboňského oltáře vyznačují estetizující tendence charakteristické pro část tvorby 70. a 80. let (Jindřich IV. Parléř, nástěnné malby), harmonie proporcí tvarů, vztahů a barev, vyšší stupeň idealizace. Podle Augustinské theocentrické estetiky je tělesná krása pouhým odleskem krásy nejvyšší, podléhá času a změnám, zatímco skutečná krása je absolutní, a mimo čas (Rozhovory duše s Bohem, kap. V.). Augustin sblížil či prakticky ztotožnil pojetí výtvarného umění s pojetím krásy, a poslání a funkci umění viděl v tvorbě krásy v tomto smyslu. Augustiniánský řád se stal nositelem tzv. devotio moderna, směru spojujícího prohloubenou osobní zbožnost s augustiniánstvím a raným humanismem, a kladoucího značný důraz také na hodnoty estetické. Vrcholná krása tváří světic a Madon krásného slohu je krásou mimo pozemský prostor a čas. Třeboňský mistr využil výrazové zhodnocení výtvarné konvence, které je charakteristické pro období slohového zlomu.
Kompozice všech desek pašijového cyklu je založena na výrazné diagonále směřující k centrální části oltáře. Prohloubený prostor není budován podle optických zákonů, ale dojem hloubky vyvolávají diagonálně vložené hmoty skalisek nebo sarkofágu. Ústřední postavou kompozice je vždy Kristus, který se zároveň vymyká typice ostatních figur, rozdělených na ošklivé a realistické tváře vojáků a krásné a zjemnělé tváře svatých nebo Panny Marie.

## Historie oltáře
Malíře doporučil augustiniánům v Roudnici (Madona Roudnická), zakladatelům kláštera v Třeboni, pravděpodobně třetí pražský arcibiskup Jan z Jenštejna. O zasvěcení oltáře roku 1378 se zachoval písemný záznam (A.D. MCCCLXXVIII consecratum est hoc altare...). Oltář byl rozebrán roku 1730 a na místě byly objeveny ostatky související se zasvěcením kostela sv. Jiljí. Jednotlivé desky byly rozptýleny do menších kostelů v okolí.
První dvě desky (Olivetská hora, Zmrtvýchvstání) pocházejí z kostela ve Svaté Majdaleně u Třeboně, kde je objevil J. A. Beck (1843) a o jejich záchranu se zasloužil Jan Erazim Wocel (1858). Roku 1872 je zakoupili hrabě A. Kaunic a JUDr. K. Schäffner pro Obrazárnu Společnosti vlasteneckých přátel umění. Třetí deska (Kladení Krista do hrobu) z kaple v Domaníně, kde roku 1895 sloužila jako oltářní obraz, byla získána do státních sbírek roku 1921.

## Díla Mistra Třeboňského oltáře
- před 1380 Adorace Páně z Hluboké, Alšova jihočeská galerie v Hluboké nad Vltavou
- před 1380 Církvická deska (horní část většího oltářního křídla dnes nezvěstného oltáře), Národní galerie v Praze
- kolem 1380 Třeboňský oltář (tři oboustranně malované desky s pašijovými náměty, světci a světicemi), Národní galerie v Praze
- po 1380 Madona roudnická, Národní galerie v Praze
- kolem 1390 Madona Aracoeli, Národní galerie v Praze

Všechna díla mají shodný materiál desek, potah, podklad, podkresbu, poliment, malířskou techniku a vrstvení barev, u zlacených částí identické puncování.

### Dílna a následovníci
- po 1380 Ukřižování ze Svaté Barbory, Národní galerie v Praze

### Související díla
- Ukřižování z kaple sv. Barbory (Klášter cisterciáků ve Vyšším Brodě)
- Madona mezi sv. Bartolomějem a sv. Markétou, Alšova jihočeská galerie v Hluboké nad Vltavou
- Trůnící madona z Hradce Králové zv. Mrvova (kolem 1390), Národní galerie v Praze
- desky z hradu Moravský Šternberk, Státní hrad Moravský Šternberk
- Cibulkův triptych, Národní galerie v Praze
- Oltář z Graudenze (z Grudziadze), Muzeum Narodowe, Varšava
- Oltář z Pählu, Bayerisches Nationalmuseum, Mnichov
- Epitaf Jana z Jeřeně, Národní galerie v Praze
- Sedící Madona z Jindřichova Hradce, Národní galerie v Praze
- Votivní deska z Dubečka, Národní galerie v Praze
- Svatovítský Veraikon, Národní galerie v Praze